# Jayden Addai
Jayden Addai (26 augustus 2005) is een Nederlandse voetballer van Ghanese afkomst die doorgaans als aanvaller speelt. Hij verruilde AZ in juli 2025 uit voor Como.

## Clubcarrière

### AZ
Addai begon te voetballen in de jeugd bij VPV Purmersteijn waarna hij de overstap maakte naar de jeugdafdeling van AZ. Hij tekende een contract bij AZ tot en met 2023. Op 2 juni 2022 brak AZ het contract open en hij tekende bij tot medio 2025.
Op 8 april 2022 in de uitwedstrijd tegen FC Emmen maakte Addai zijn debuut voor Jong AZ. Hij kwam in de 69'ste minuut als invaller voor Ricuenio Kewal, de wedstrijd ging met 3-0 verloren. Op 6 maart 2023 scoorde Addai zijn eerste doelpunt voor Jong AZ tijdens de competitie wedstrijd tegen Willem II dat in 2-2 eindigde. Op 24 april 2023 won hij met Jong AZ de UEFA Youth League en hij scoorde een strafschop in de finale. Op 26 november 2023 in de thuiswedstrijd tegen FC Volendam maakte Addai zijn debuut voor AZ in Eredivisie. Hij kwam in de 69'ste minuut als invaller voor Ernest Poku, AZ won toen de wedstrijd met 3-0. Vier dagen later maakte hij tegen Zrinjski Mostar zijn debuut in de Conference League. Dat seizoen kwam hij tot tien goals in negentien Eerste divisie-wedstrijden voor Jong AZ. 
Op 25 september 2024 maakte hij zijn debuut in de Europa League tegen Elfsborg. Zijn eerste goal voor het eerste elftal van AZ volgde op 18 december in de KNVB Beker tegen FC Groningen. Zijn eerste en enige Eredivisiegoal scoorde hij op 4 mei 2025 tegen Go Ahead Eagles. In totaal speelde hij 35 wedstrijden voor AZ, waarin hij goed was voor drie goals en twee assists.

### Como
In de zomer van 2025 tekende Addai een contract voor vier seizoenen bij het Como van trainer Cesc Fàbregas. De club betaalde veertien miljoen euro voor de aanvaller. 

## Statistieken

### Beloften
| Seizoen        | Club           | Competitie     | Competitie | Competitie |
| Seizoen        | Club           | Competitie     | Wed.       | Dlp.       |
| -------------- | -------------- | -------------- | ---------- | ---------- |
| 2021/22        | Jong AZ        | Eerste Divisie | 4          | 0          |
| 2022/23        | Jong AZ        | Eerste Divisie | 16         | 1          |
| 2023/24        | Jong AZ        | Eerste Divisie | 19         | 10         |
| 2024/25        | Jong AZ        | Eerste Divisie | 12         | 7          |
| Beloftentotaal | Beloftentotaal | Beloftentotaal | 51         | 18         |

### Senioren
| Seizoen                         | Club           | Competitie     | Competitie | Competitie | Beker | Beker | Europa | Europa | Totaal | Totaal |
| Seizoen                         | Club           | Competitie     | Wed.       | Dlp.       | Wed.  | Dlp.  | Wed.   | Dlp.   | Wed.   | Dlp.   |
| ------------------------------- | -------------- | -------------- | ---------- | ---------- | ----- | ----- | ------ | ------ | ------ | ------ |
| 2023/24                         | AZ             | Eredivisie     | 8          | 0          | 2     | 0     | 2      | 0      | 12     | 0      |
| 2024/25                         | AZ             | Eredivisie     | 17         | 1          | 3     | 2     | 3      | 0      | 23     | 3      |
| 2025/26                         | Como           | Serie A        | 0          | 0          | 0     | 0     | 0      | 0      | 0      | 0      |
| Seniorentotaal                  | Seniorentotaal | Seniorentotaal | 25         | 1          | 5     | 2     | 5      | 0      | 35     | 3      |
| Carrièretotaal                  | Carrièretotaal | Carrièretotaal | 76         | 19         | 5     | 2     | 5      | 0      | 86     | 21     |
| Bijgewerkt t/m 11 augustus 2025 |                |                |            |            |       |       |        |        |        |        |

## Erelijst

### Club
| Competitie        | Aantal | Jaren   |
| ----------------- | ------ | ------- |
| Europa            |        |         |
| UEFA Youth League | 1x     | 2022/23 |